# 알리 알하산
알리 사디크 나세르 알하산(아랍어: علي صادق ناصر الحسن, Ali Sadiq Nasser Al-Hassan, 1997년 3월 4일 ~ )는 사우디아라비아의 축구 선수로, 현재 사우디 프로페셔널리그의 알나스르 FC와 사우디아라비아 축구 국가대표팀에서 미드필더로 뛰고 있다.